# Warner Park Sporting Complex
Warner Park Sporting Complex – jest obiektem sportowym w Basseterre, na wyspie Saint Kitts w Saint Kitts i Nevis. Obejmuje on Warner Park Stadium, który był jednym z gospodarzy Mistrzostw Świata w Krykiecie 2007. Wybudowany w 2007. Mieści 10 000 osób. Nazwany imieniem Sira Thomasa Warnera, odkrywcy, który założył pierwszą angielską kolonię na Saint Kitts.